# LEN Champions Cup 2012-2013
La LEN Champions Cup 2012-2013 è stata la XXVI edizione del massimo trofeo europeo di pallanuoto riservato a squadre di club femminili.
Le gare sono iniziate il 22 novembre 2012 e si sono concluse con la Final Four il 26 e 27 aprile 2013. Le squadre iscritte sono state 12, in rappresentanza di 9 federazioni LEN: tra esse non figuravano le campionesse d'Europa in carica della Pro Recco, in quanto la società ha chiuso il proprio settore femminile.
Le campionesse di Spagna del Sabadell hanno conquistato il trofeo per la seconda volta, superando in finale le russe del Kinef Kirishi, giunte alla quinta sconfitta in una finale continentale. La finale per il terzo posto ha visto prevalere le greche del Vouliagmeni sulle ungheresi dell'Eger, padrone di casa della Final Four.

## Turno preliminare
La composizione dei gironi è stata annunciata dalla LEN nel mese di agosto 2012. Le prime quattro classificate di ciascun girone accedono ai quarti di finale.

### Gironi
| Gruppo A       |
| sede: Nizza    |
| CN Mataró      |
| Het Ravijn     |
| Kinef Kirishi  |
| NC Vouliagmeni |
| Olympic Nice   |
| VK Eger        |

| Gruppo B            |
| sede: Imperia       |
| Asptt Nancy         |
| Blau-Weiss Bochum   |
| CN Sabadell         |
| Hapoel Qiryat-Tivon |
| Olympiakos          |
| RN Imperia          |

### Gruppo A
|    | Turno preliminare 2012-2013 | Pti | G | V | N | P | GF | GS | DR  |
| -- | --------------------------- | --- | - | - | - | - | -- | -- | --- |
| 1. | NC Vouliagmeni              | 13  | 5 | 4 | 1 | 0 | 58 | 32 | +26 |
| 2. | VK Eger                     | 12  | 5 | 4 | 0 | 1 | 54 | 44 | +10 |
| 3. | Kinef Kirishi               | 10  | 5 | 3 | 1 | 1 | 48 | 37 | +9  |
| 4. | Het Ravijn                  | 6   | 5 | 2 | 0 | 3 | 37 | 53 | -16 |
| 5. | Olympic Nice                | 1   | 5 | 0 | 1 | 4 | 45 | 55 | -10 |
| 6. | CN Mataró                   | 1   | 5 | 0 | 1 | 4 | 36 | 57 | -21 |

| 22-11-12 | Mataró      | 7-14  | Eger        |
| 22-11-12 | Olympic     | 8-9   | Het Ravijn  |
| 22-11-12 | Kinef       | 5-5   | Vouliagmeni |
| 24-11-12 | Vouliagmeni | 13-8  | Eger        |
| 24-11-12 | Olympic     | 10-10 | Mataró      |
| 24-11-12 | Kinef       | 11-6  | Het Ravijn  |

| 23-11-12 | Vouliagmeni | 14-4  | Het Ravijn  |
| 23-11-12 | Olympic     | 8-9   | Eger        |
| 23-11-12 | Mataró      | 5-11  | Kinef       |
| 25-11-12 | Eger        | 13-10 | Het Ravijn  |
| 25-11-12 | Mataró      | 7-12  | Vouliagmeni |
| 25-11-12 | Olympic     | 11-13 | Kinef       |

| 23-11-12 | Kinef   | 8-10 | Eger        |
| 23-11-12 | Olympic | 8-14 | Vouliagmeni |
| 23-11-12 | Mataró  | 7-10 | Het Ravijn  |

### Gruppo B
|    | Turno preliminare 2012-2013 | Pti | G | V | N | P | GF  | GS  | DR  |  |
| -- | --------------------------- | --- | - | - | - | - | --- | --- | --- |  |
| 1. | CN Sabadell                 | 13  | 5 | 4 | 1 | 0 | 105 | 30  | +75 |  |
| 2. | RN Imperia                  | 13  | 5 | 4 | 1 | 0 | 77  | 43  | +34 |  |
| 3. | Olympiakos                  | 9   | 5 | 3 | 0 | 2 | 66  | 38  | +28 |  |
| 4. | Asptt Nancy                 | 6   | 5 | 2 | 0 | 3 | 54  | 60  | -6  |  |
| 5. | Blau-Weiss Bochum           | 3   | 5 | 1 | 0 | 4 | 35  | 86  | -51 |  |
| 6. | Hapoel Qiryat-Tivon         | 0   | 5 | 0 | 0 | 5 | 27  | 107 | -80 |  |

| 22-11-12 | Nancy      | 20-6  | Hapoel     |
| 22-11-12 | Sabadell   | 10-7  | Olympiakos |
| 22-11-12 | Blau-Weiss | 8-22  | Imperia    |
| 24-11-12 | Blau-Weiss | 15-4  | Hapoel     |
| 24-11-12 | Olympiakos | 14-5  | Nancy      |
| 24-11-12 | Imperia    | 12-12 | Sabadell   |

| 23-11-12 | Sabadell   | 30-2 | Blau-Weiss |
| 23-11-12 | Nancy      | 8-12 | Imperia    |
| 23-11-12 | Hapoel     | 7-22 | Olympiakos |
| 25-11-12 | Sabadell   | 24-5 | Nancy      |
| 25-11-12 | Olympiakos | 14-6 | Blau-Weiss |
| 25-11-12 | Imperia    | 21-6 | Hapoel     |

| 23-11-12 | Blau-Weiss | 4-16 | Nancy      |
| 23-11-12 | Hapoel     | 4-29 | Sabadell   |
| 23-11-12 | Imperia    | 10-9 | Olympiakos |

## Quarti di finale
| Andata | Andata | Andata                    | Andata |
| Data   | Ora    | Gara                      | Ris.   |
| ------ | ------ | ------------------------- | ------ |
| 9-3-13 | 17:00  | Olympiakos - Eger         | 7-8    |
| 9-3-13 | 13:00  | Kinef Kiriši - Imperia    | 12-12  |
| 9-3-13 | 20:00  | Het Ravijn - Sabadell     | 8-13   |
| 9-3-13 | 19:30  | Asptt Nancy - Vouliagmeni | 5-17   |

| Ritorno | Ritorno | Ritorno                   | Ritorno | Ritorno |
| Data    | Ora     | Gara                      | Ris.    | Tot.    |
| ------- | ------- | ------------------------- | ------- | ------- |
| 23-3-13 | 19:00   | Eger - Olympiakos         | 13-11   | 21-18   |
| 23-3-13 | 20:00   | Imperia - Kinef Kiriši    | 12-15   | 24-27   |
| 23-3-13 | 11:00   | Sabadell - Het Ravijn     | 19-15   | 32-23   |
| 23-3-13 | 15:00   | Vouliagmeni - Asptt Nancy | 23-7    | 40-12   |

## Final Four
La Final Four si è disputata a Eger, in Ungheria. La scelta della sede e il sorteggio degli accoppiamenti di semifinale si sono tenuti a Roma il 25 marzo 2013.

### Semifinali
| Arbitri: | Taccini Lehn |

|                                             |           |                                                            |
| Domènech, Szűcs, Ortiz Hansen, García, Peña | Marcatori | Asimaki, Gerolymou Chydirioti, Liosi, Kouteli, Kontogianni |

| Arbitri: | Matache Dutilh-Dumas |

|                                                     |           |                                           |
| Chochrjakova Krimer Beljaeva Prokof'jeva, Simanovič | Marcatori | Czigány Antal, Keszthelyi Somhegyi, Veréb |

### Finale 3º/4º posto
| Arbitri: | Dutilh-Dumas Lehn |

|                                 |           |                           |
| Roumpesi Asimaki Tsoukala Liosi | Marcatori | Antal Keszthelyi Somhegyi |

### Finale 1º/2º posto
| Arbitri: | Taccini Matache |

|                                                                   |           |                                                                                    |
| Pareja Szűcs, García, Domènech Ortiz, Helena Lloret, Hansen, Peña | Marcatori | Kuročkina, Krimer, Chochrjakova Zubkova, Prokof'jeva, Bogdanova, Beljaeva, Ryžkova |